# Simpelveld

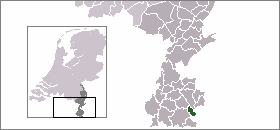
Simpelvelds läge

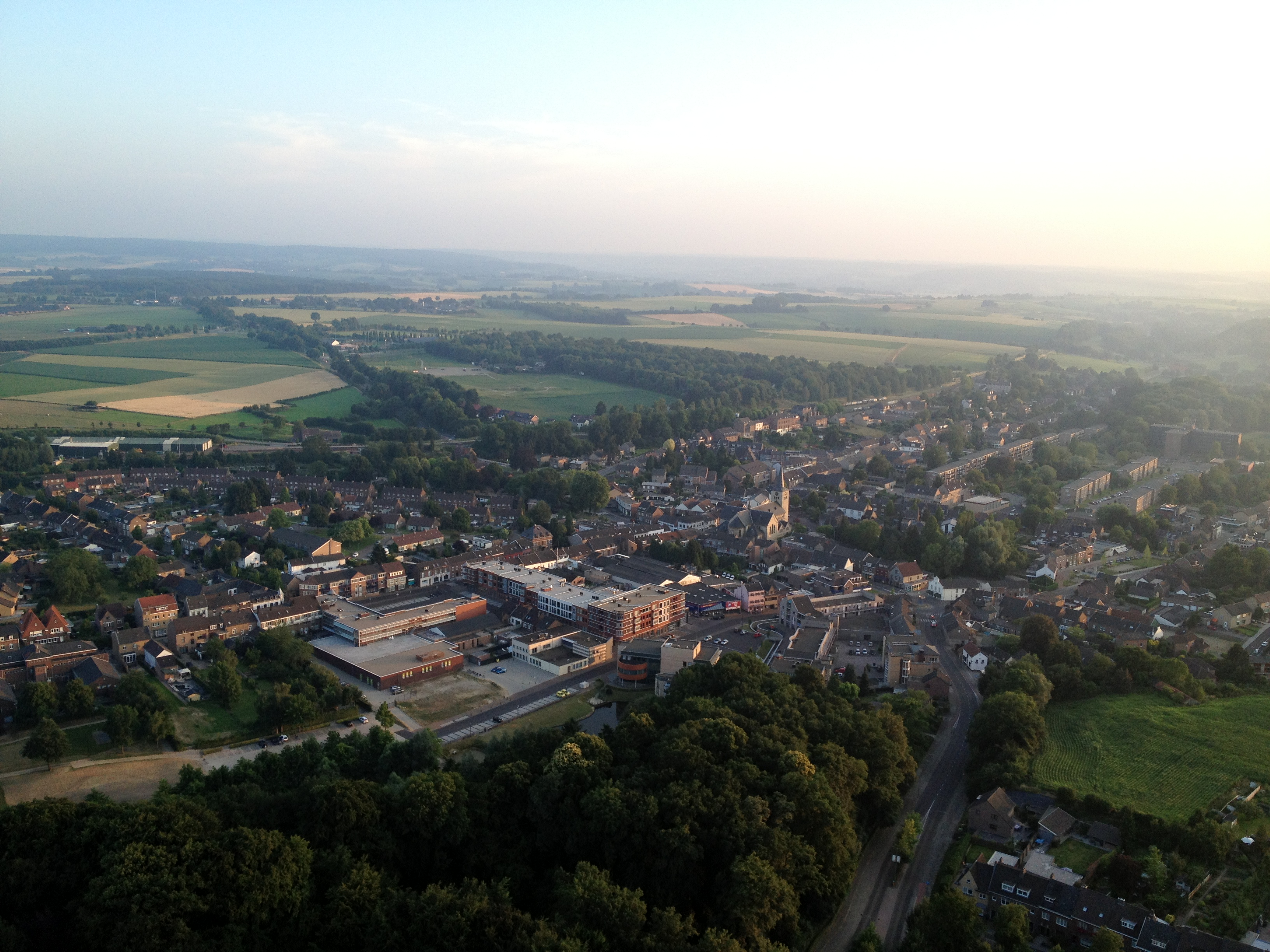
Simpelveld

Simpelveld är en kommun i provinsen Limburg i Nederländerna. Kommunens totala area är 16,03 km² (där 0,00 km² är vatten) och invånarantalet är på 11 431 invånare (2005).